# 超老伝-カポエラをする人
『超老伝-カポエラをする人』（ちょうろうでん-カポエラをするひと）は中島らもによる小説である。1993年に角川書店より発表された。

## 内容
陸軍中野学校出身の元帝国軍人にしてカポエラ（カポエイラ）の達人・菅原法斎は、務めていた警察学校の定年退官と同時に妻に離縁される。これを、発狂する自由を得たと考え、瘋癲を自称して16年を過ごしてきた。テレビ出演を機に様々な変人と関わる様になり、やがて「格闘技世界一決定戦」にカポエラ代表として参加する事になる。

## 書誌情報
- 中島らも 『超老伝-カポエラをする人』 角川書店、1990年8月。ISBN 978-4-04-872594-1
  - のち文庫化。角川書店〈角川文庫〉、1993年3月。ISBN 978-4-04-186301-5